# Apollo–5
Az Apollo–5 az amerikai Apollo-program ötödik, személyzet nélküli repülése volt. A repülés célja a még kipróbálatlan második űrhajóegység, a holdkomp kipróbálása volt automata üzemmódban, emberek nélkül. A NASA felállított a program kezdetén egy repülési menetrendet, amelyben ABC jelölésekkel építették fel a repülések egymásutánját. Az első repülés, az A típusú repülés lett a parancsnoki űrhajó kipróbálása, a B típusú repülés pedig a holdkomp szintén automata tesztje.
A repülés célja volt, hogy igazolják az új fejlesztésű, önálló űrhajó, a holdkomp megfelelő működését és képességét a holdra szállás manővereire. A próbák keretein belül igazolni kellett, hogy az űrhajó két önálló részegysége, a leszállófokozat és a felszállófokozat működőképes, a leszállófokozat hajtóműve alkalmas a holdi leszállásra, megfelelően szabályozható a tolóereje, egy leszállás megszakítása esetén megfelelően működik-e a szerkezet, a két fokozat szétválasztható-e stb. A kritikus művelet a leszállás közbeni megszakítás volt, amikor egyszerre kellett szétválasztani a két fokozatot és a robbantással járó művelet közben megbízhatóan beindul a felszállófokozat hajtóműve.
A repülés legnagyobb problémája a holdkomp fejlesztésének csúszása volt. A tervezett start idejére a holdkomp fejlesztése meglehetős lemaradásban volt, nagyjából féléves késéssel tudta csak a gyártó Grumman elküldeni az első tesztpéldányt a Kennedy Űrközpontba. Ezzel a csúszással indulhatott az összeszerelés, amelynek során a balvégzetű Apollo–1 rakétájára, az SA–204-esre szerelték rá a holdkompot a 37-es indítóállásban.
A startra 1968. január 22-én került sor, amikor – rövid halasztást követően – 17:48-kor (22:48 UTC) felszállt az Apollo–5 és egy problémamentes felbocsátás végén Föld körüli pályára állt. A terveknek megfelelően rövid idő múltán a holdkomp levált a rakétafokozatról, majd két keringésnyi idő alatt az irányítás leellenőrizte a rendszereket. Ezt követően kezdődtek a tesztek, előbb a leszálló hajtómű működését vizsgálták meg, amelybe némi hiba csúszott; egy beállítási hiba miatt 4 másodperc múltán az irányító rendszer leállította a hajtómű működését. Ezután elvégezték a kritikus leválási manővert a két fokozat között, amely teljes sikert hozott. Végül 11 óra 10 perc repülés után leállították az aktív irányítást, majd a légkör fékező hatására előbb a felszállófokozat, majd a leszállófokozat lezuhant az óceánba, utóbbi Guam mellett.

## Előzmények
A hidegháború keretében az 1950-es és 1960-as években kibontakozott az űrverseny, amelyben a világ két szuperhatalma próbálta bizonyítani egymásnak és a világnak, hogy előrébb tart a másiknál, valamint arra is törekedtek, hogy egymást megelőzve, elsőként hajtsanak végre olyan teljesítményeket, amelyek a létező legmagasabb csúcstechnológiát képviselték. Ebben a versengésben kezdetben a Szovjetunió járt elöl, az USA pedig saját presztízséért küzdve akarta meghaladni a szovjet teljesítményeket. A sorozatos vereségek hatására határozták el – és hirdette ki John F. Kennedy –, hogy embert juttatnak a Holdra, hogy elhomályosítva a szovjetek addigi élen járását egy korábban elképzelhetetlennek hitt projekt végrehajtásával törjenek előre. A feladatot a NASA kapta – miközben megannyi egyetemi kutatóműhely, vagy akár privát vállalat is az űrhivatalnak „aládolgozva” segítette a projektet –, amelynek berkein belül több lépcsőben ki is dolgozták a Hold elérésének módszerét. A fejlődési lépcsők, amelyeken átment a tervezés a következők voltak: előbb az ún. direkt leszállás módszerét tűzték ki, amelyet – annak gyakorlati megvalósíthatatlansága miatt – felváltott az ún. EOR (Earth Orbit Rendezvous – Randevú Föld körüli pályán) módszer, végül pedig – egy forradalmi ötlet felmerülése nyomán – lefektették az ún. LOR (Lunar Orbit Rendezvous – Hold körüli pályán végrehajtott randevú) koncepcióját. Az elgondolások között a felküldendő tömeg volt a mindent eldöntő különbség. A direkt leszállásra vonatkozó terv szerint egy óriási tömegű, akár több ezer tonnás rakéta szállt volna fel a Földről, majd eljutván a Holdhoz le a holdfelszínre és vissza (mindezt akkor, amikor a gyakorlatban Föld körüli pályára is csak nagy nehézségek árán sikerült kb. másfél tonnányi tömeget feljuttatni, a Holdhoz pedig még ennek is csak a töredékét). A második, EOR elképzelés már annyit enyhített ezen, hogy a gigantikus feljuttatandó tömeget több „csomagban” emelte volna Föld körüli pályára, ahol összedokkolva őket indulhatott volna az űrszerelvény a Holdra. Ez a megoldás is azzal járt volna, hogy visszafelé egy akkora űrszerelvény startolt volna a holdfelszínről, mint a Mercury program rakétaűrhajó-rendszerei, amelynek startjához egy hatalmas indítóállás és százas nagyságrendű szakember volt szükséges itt a Földön, szemben a holdi zéró kiszolgáló infrastruktúrával. A harmadik, LOR-koncepció pedig azt a forradalmi újítást hozta el, hogy két külön űrhajót vizionált, egyet amelyikben a holdutazók eljutnak a Holdig, majd vissza a Földre, és egy másikat, amelyet csak a holdi leszállásra és felszállásra használnak. Ezzel meg lehetett takarítani azt a jelentős tömeget, amely a hazajutáshoz szükséges hajtóanyag kényszerű Holdra juttatásával, majd onnan való felszállításával járt volna. Ez utóbbi koncepció kijelölte a fejlesztési irányokat is: kell egy nagyobb és egy kisebb űrhajó, egy anyaűrhajó és egy holdkomp, valamint kell egy, a kezdetekben elképzelttől jóval kisebb, ám még mindig óriási rakéta.
Az általános koncepció birtokában kezdődött a részletes fejlesztés. Az egyes szakterületek megkapták a hardver részegységek fejlesztésének feladatát. Megkezdődött az Apollo űrhajó és a holdkomp tervezése űripari beszállítók – a North American és a Grumman – bevonásával, illetve a hordozórakéták fejlesztése. Utóbbi irányban már nem nulláról indult a fejlesztés. Wernher von Braun már a koncepció kialakulása előtt elkezdte az óriásrakéták fejlesztését a hadsereg számára atom robbanófejek célba juttatására. Az egyik ilyen fejlesztési irány a Saturn I, illetve Saturn IB volt, amely kisebb tömeget volt képes feljuttatni, a másik pedig egy valódi óriás, a Saturn V volt. A LOR-koncepció zsenialitása éppen abban állt, hogy a feljuttatandó tömeg éppen belefért a már fejlesztés alatt levő rakéta kapacitásába, ezzel lerövidítve a megvalósuláshoz szükséges időt. De ennek keretében úgy a rakétáknak, mint az űrhajóegységeknek végig kellett járniuk a fejlesztés különböző lépcsőfokait. Ez a fejlesztés egy sor tesztet foglalt magába, amelyeket egyrészt a gyártóhelyen (pl. különböző statikus hajtóműtesztek), másrészt csak az egyes rakétafokozatok vagy űrhajók külön kipróbálásával, harmadrészt pedig a Földön lehetett elvégezni. Az egyik ilyen teszt az egész koncepció kulcsának számító űrjármű, a holdkomp kipróbálása volt űrbeli körülmények között, elsőre a biztonsági szempontokat is figyelembe véve, automata üzemmódban.

### Rakétafejlesztések

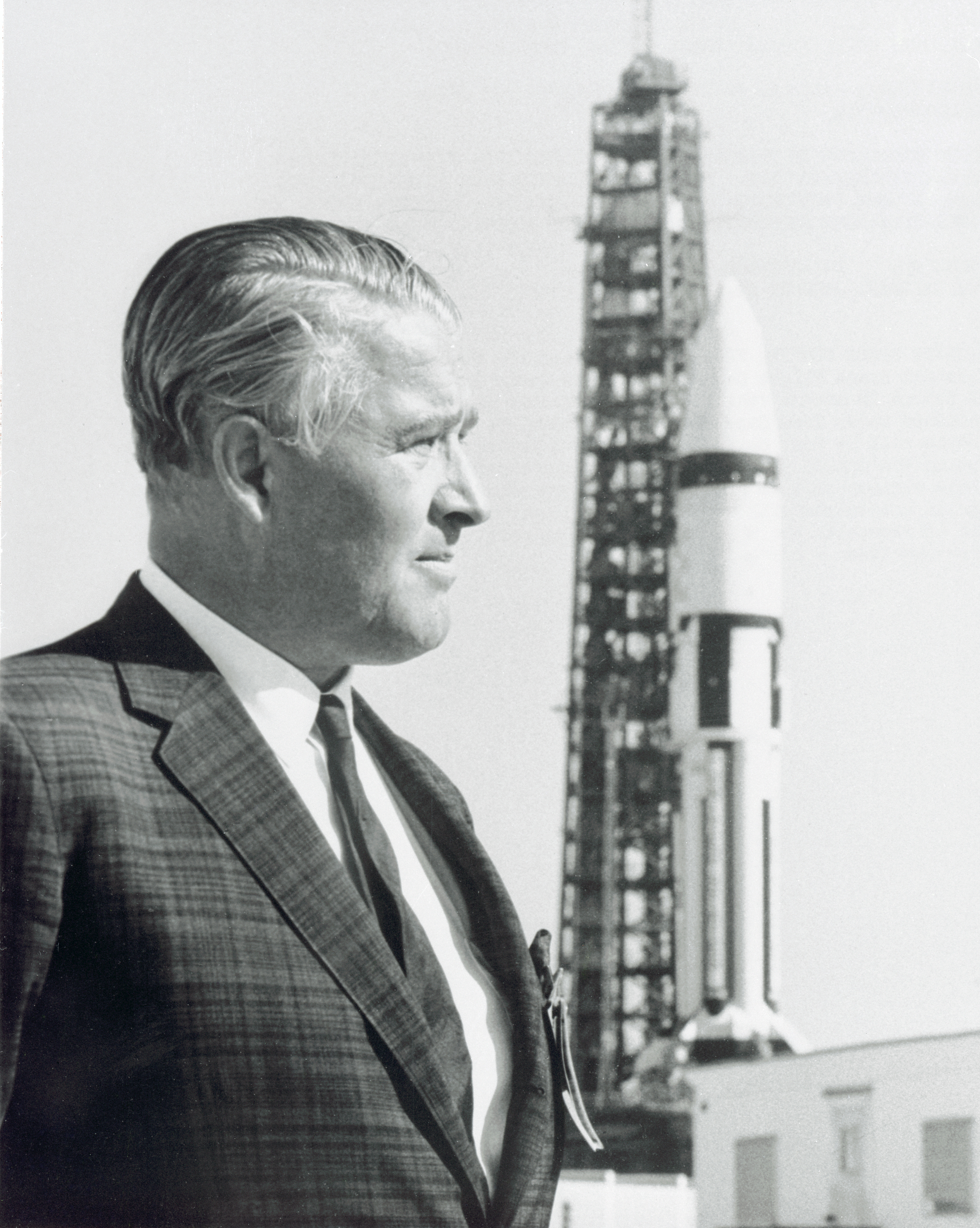
Wernher von Braun és a háttérben műve, a kisebbik Saturn rakéta az indítóálláson

A holdra szállás céljaihoz szükséges kapacitású rakéták fejlesztése 1956-ban kezdődött – bár ekkor nyilvánvalóan más céllal; a világűr vagy éppen a Hold elérése ekkor még nem a valós lehetőségek közé tartozott –, amikor az amerikai hadsereg nehézrakéták fejlesztésére írt ki megbízást, amellyel új típusú kommunikációs és „egyéb” műholdakat (értsd: kémműholdakat) kívántak Föld körüli pályára állítani. Az Amerikai Védelmi Minisztérium erre szakosodott intézménye, az ARPA írta ki a vonatkozó követelményeket: a rakéta 9000–18 000 kilogramm tömegű eszközt kellett tudjon Föld körüli pályára állítani és 2700–5400 kilogrammos tömeget szökési sebességre gyorsítani. A követelményeknek alapot adó számítások szerint a leendő rakéta első fokozatának tolóereje meg kellett haladja a 6700 kN értéket, ami több volt bármely, akkoriban létező rakéta tolóerejénél. Ezt a problémát úgy próbálták terv szinten áthidalni, hogy az egy rakéta(fokozat)=egy hajtómű kialakítás helyett az ún. cluster (csokorba kötött) kialakítást javasolták, azaz egy fokozatba egymás mellé több hajtóművet is szereltek volna. Ezt az elképzelést az akkoriban létező legkorszerűbb harci rendeltetésű rakéták, a Jupiter hordozórakéták analógiáján Super-Jupiter vagy Super-Juno néven kezdték el tervezni.
A Jupiter név helyett nemsokára – jelezve, hogy már nem ugyanarról a rakétáról van szó, hanem annak egy teljesen átalakult, önálló új verziójáról – a Saturn néven kezdték jegyezni az új projektet, mintegy jelezve, ahogy a bolygók között is a Szaturnusz követi a Jupitert, így követi a rakéták sorában is hasonló néven az egyik a másikat. 1957. október 7-e sok tekintetben hozott újdonságot, amikor a Szputnyik–1 Föld körüli pályára állt. Válaszul Eisenhower elnök megalapította a NASA-t, és az új szervezet megkapta a további USA-beli rakétafejlesztések koordinációs szerepkörét. A NASA felülvizsgált minden, a különböző haderőnemeknél vagy akár más kormányintézménynél folyó rakétafejlesztést, amelynek folyamatában a Silverstein-bizottság meghatározta egyrészt a fejlesztések továbbvitelét vagy leállítását, másrészt a továbbvitt fejlesztések között a Saturn rakéták lehetséges fejlesztési irányait is. A különböző lehetséges első, második és harmadik fokozatok, hajtóművek variálásával egész rakétacsalád jött létre papíron. Így került a lehetséges fejlesztések közé a kisebb kapacitású Saturn I, illetve a legmerészebb kiépítésű, mindenben a legnagyobb kapacitású Saturn V változat. A fejlesztésekkel Wernher von Braun csapatát bízták meg a Marshall Űrközpontban.

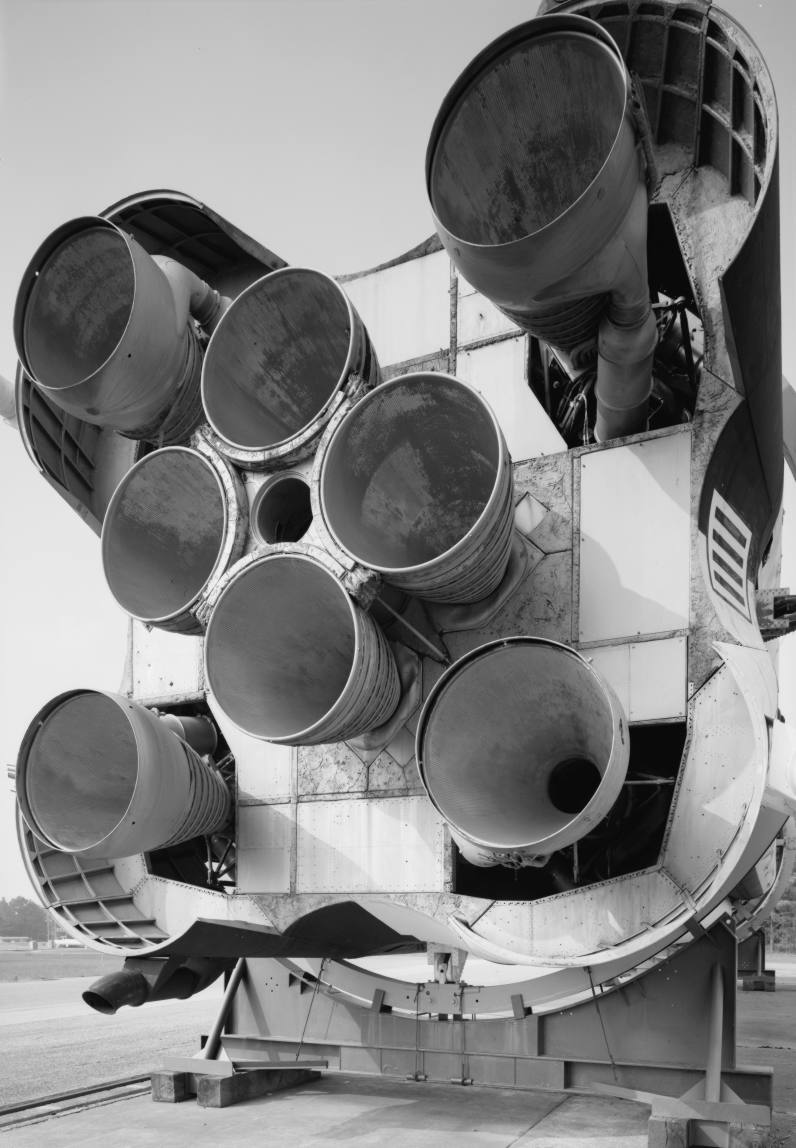
A Saturn IB első fokozata a nyolc H–1 hajtóművel

Nagyjából a rakéták NASA fennhatóság alá kerülésével egy időben derült ki, hogy a kémműholdak vagy az atom robbanófejek területén végbement miniatürizálás rohamléptekben csökkentette az eszközök méretét és tömegét, emiatt pedig a hadseregnek nincs már szüksége a hirtelen mérhetetlenül erőssé vált rakétákra. Ehelyett ezekre, mint űrrakéta lesz szükség. Ezt erősítette meg Kennedy elnök bejelentése a holdra szállásról, amely pontosan az ilyen hatalmas kapacitású űreszközöket tette szükségessé. A koncepciótervek véglegesítésekor kialakult két fő irány. Az egyik Saturn I néven egy kisebb rakéta, amely egy nyolc H–1 jelű hajtóművet tartalmazó első fokozatból, az S-I-ből és egy hat RL10 hajtóművet magába foglaló második fokozatból, az S-IV-ből állt. Később, 1962-ben a NASA eldöntötte, hogy ezt a rakétát is továbbfejlesztik. Az első fokozatban a hajtóművek tolóerejét tovább növelték, valamint a rakéta szerkezetének tömegét is sikerült csökkenteni, míg a második fokozatot lecserélték az S-IVB-re, amely abban különbözött az elődjétől, hogy a hat RL10-est lecserélték egyetlen, vadonatúj, forradalmi J–2-es hajtóműre, azaz a fokozat hidrogén-oxigén hajtást kapott. A fejlesztés végére a rakéta kapacitása 19 000 kg-ra növekedett Föld körüli pályára juttatható terhek tekintetében. Ez tökéletesen elegendőnek mutatkozott, amikor csak az egyik űrhajóegységet kellett Föld körüli pályára juttatni valamilyen teszthez.
A másik fejlesztési ág a különböző komponensek variálásából adódó, maximum kialakítású változat, a Saturn V létrehozása volt. A tervek szerint a Saturn V első fokozata az S-IC öt, még csak a rajzasztalon létező F–1 hajtóművet kapott volna, amelyre aztán ráépítették volna a szintén forradalmi S-II fokozatot, amely szintén öt, hidrogén-oxigén hajtású J–2 hajtóművet kapott, és ennek tetejébe ültettek egy harmadik fokozatot, az S-IVB-t, amely egyetlen J–2-es hajtóművével 140 000 kg-ot kellett Föld körüli pályára és 48 600 kilogrammot a Holdhoz juttatnia.
A tervezés az alabamai Marshall Űrközpont – Wernher von Braun birodalma – feladata lett, ahol testet öltöttek a rakéták. A NASA ráébredt, hogy a C–5 verzió (a későbbi Saturn V) csak papíron létezik, míg a Saturn I előrehaladottabb állapotban van, és mire a nagyrakéta testet ölt és a teszteket is elvégzik rajta, túl sok idő telik majd el. Hogy előbb álljon rendelkezésükre hordozórakéta a kezdeti tesztekhez – amelyeken amúgy sem volt szükség a teljes kapacitásra –, kifejlesztik a Saturn I-et, vagy később a Saturn IB-t is. A rakéta első felhasználása az AS–201 teszt, az Apollo parancsnoki és műszaki egység első, automata repülése volt 1966. február 26-án. Ezt még két automata repülés követte, majd jött volna az Apollo–1 parancsnoki űrhajó első felszállása emberekkel a fedélzetén, amely azonban még egy előzetes földi teszt során katasztrófába torkollott. Az Apollo–1 katasztrófája egy jó időre megakasztott minden folyamatot, ám amikor a program újra zöld utat kapott, a rakéta feladata a következő lépcsőfok, a B típusú repülés, a holdkomp automata üzemmódban végzett próbarepülése lett.

### A holdkomp fejlesztése

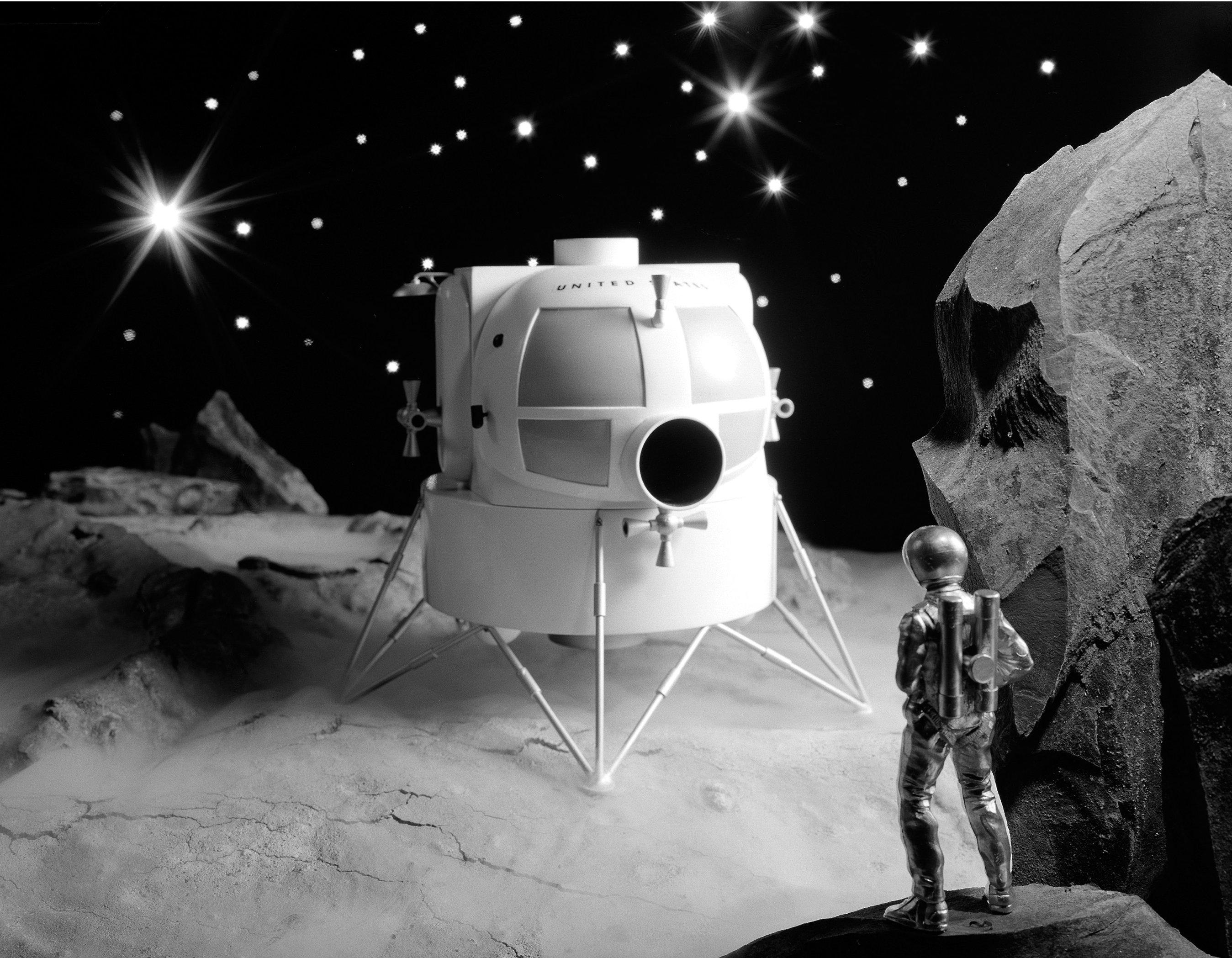
A második verziójú holdkompterv a fejlesztés idejéből, 1963-ból

Az egész Apollo űrhajórendszer kulcsfontosságú darabja a holdkomp volt. Egyrészt az ezt életre hívó koncepció volt az, amelyik lehetővé tette az egész holdra szállást, másrészt maga az űrhajó precedens nélküli volt. Precedens nélküli, mivel nem a Föld körüli keringésre kellett alkalmassá tenni (mint azt korábban a Mercuryval és a Geminivel, illetve számos műholddal), hanem egy másik égitestre kellett tervezni, és precedens nélküli abból a szempontból is, hogy csak egy űrrepülés egy részén kellett hogy használható legyen. Éppen ezért, mivel korábbi tapasztalatok nem segítették az elkészítését, a holdkomp tervezése elhúzódott és az egész Apollo-hardver legtöbb bizonytalanságot hordozó, legnehezebben elkészülő eleme volt.
A holdkomp tervezésére és előállítására a NASA a Grumman repülőgépgyárral kötött szerződést, amely Thomas J. Kellyt, a gyár egyik vezető repülőmérnökét bízta meg a feladattal. A szerződést 1962 novemberében kötötték meg, amikor a Grummannál mindössze annyi tapasztalat volt meg, hogy néhány mérnökük részt vett Tom Dolannel és John C. Houbolttal a LOR-koncepció megalkotásában. A tervezés több körön és több verzión át ível. Az első verzió úgy nézett ki, mint egy kicsinyített Apollo parancsnoki és műszaki egység: egy kúp alakú legénységi kabin mint felszállóegység egy hengeres, a szükséges hajtóanyagot és hajtóműveket hordozó leszállóegység hátán. A második verzióban a felszállófokozat már egy helikopter buborékszerű pilótafülkéjére emlékeztetett, ülésekkel és hatalmas, íves ablakokkal, hogy az űrhajósok kilátása minél jobb legyen. Aztán a tervezés újabb és újabb verziókon át haladt előre, de a középpontban mindvégig egyetlen probléma maradt, az űreszköz tömege.
Végül kialakult a teljes koncepció, és köré a végleges holdkompdizájn. Alul egy nyolcszög alakú test képezte a leszállófokozatot behajtható lábakkal. Ebben foglalt helyet a leszálló hajtómű, amely először a történelemben egy változtatható tolóerejű rakétahajtómű volt, illetve itt kaptak helyet a hajtóanyag- és oxidálóanyag-tartályok, valamint a tudományos programhoz egy csomagtartó rekesz. Felül pedig a felszállófokozat, amely lényegében egy henger alakú kabin volt teleaggatva többféle tartállyal, radar- és egyéb antennával, amelyek végül az alakját meghatározhatatlanná tették. Az egész rendszer a kis méreten alapult, amelyre jellemző volt, hogy az űrhajósoknak helyet adó kabin nagyjából két összetolt telefonfülkényi volt. A fejlesztést számos halasztás, csúszás tarkította. Ilyen volt például 1963 áprilisában, amikor vita támadt, hogy a felszálló- és leszálló hajtóműveket (amelyek kívülről érkeztek a Grummanhoz és nem voltak része a dizájnnak) ki szállíthatja. Vagy ilyen másik hátráltató tényező volt, amikor egy ideig üzemanyagcellákkal gondolták megoldani az űrhajó áramellátását, ám később áttértek a tisztán akkumulátor szolgáltatta energiarendszerre. A legnagyobb változások közül az utolsó az eredetileg három lábas kialakítás négy leszállólábra való cseréje volt.
A tervezés az LM–1 jelű első példány összeállításában csúcsosodott ki, amelyet aztán egy automata, távirányítású repülésen kipróbálhattak. A startot elsőre 1967. áprilisára tűzték ki. Ezt a dátumot aztán közvetve késleltette az Apollo–1 1967. januári katasztrófája, majd közvetve a még mindig fennálló fejlesztési problémák megoldatlansága. Végül a NASA egy még mindig túlsúlyos holdkomp nullszéria példányt kapott az LM–1-gyel az 1968. január 22-re kitűzött startra, ám Föld körüli pályán való kipróbáláshoz ennek nem volt jelentősége, az űreszköz emellett is kipróbálhatóvá vált.

### Apollo–4
A NASA a hardver kezdeti kipróbálásától egészen a végső holdra szállásig terjedően kidolgozott egy lépcsőzetesen felépített (az előző fázis sikerére építő), ABC jelekkel ellátott repülési sorrendet, amelynek első állomásai természetesen az űrhajóegységek kipróbálását célozták. Az ún. A jelű repülés az Apollo űrhajó repülését írta elő, a B jelű a holdkompét, automata üzemmódban. Azonban ezek egyike sem írta elő, hogy milyen rakétával kell megtenni ezt. Így az Apollo űrhajó berepülését, tehát az A típusú repülést mindkét rakétával, a kisebb Saturn IB-vel és a nagyobb Saturn V-tel is tervezték kivitelezni. A holdkomp repüléséhez – kisebb tömegű lévén, mint az anyaűrhajó, illetve mivel azt önállóan sosem tervezték reptetni – elegendő volt a kisebb tolóerejű rakéta, a Saturn IB is.
Az első kísérleti repülésre az AS–201-gyel került sor 1966. február 26-án, amely azonban csak a parancsnoki és műszaki egység (CSM) szuborbitális tesztje volt, az igazi, az űrhajót Föld körüli pályára állító teszt a nagyrakétára maradt. Szakmai szempontból „mindent egyszerre” (all-out) tesztnek keresztelték el az ugyanúgy A típusú repülésnek megjelölt tesztfelszállást, amelynek során az AS–501 jelölést kapott űrszerelvény (azaz az első éles repülésre szánt Saturn V, a CSM–017 jelű parancsnoki és műszaki egység, valamint az LTA–10R jelű holdkomp utánzat) repült elsőként Föld körüli pályán.
Az Apollo-program első Föld körüli tesztjére szintén elsőként került sor úgy, hogy nem a Cape Kennedy Air Force Station területéről, hanem a civil Kennedy Űrközpont területéről startolt el a hordozórakéta. Első volt abban a tekintetben is, hogy először próbálták ki egyszerre, egy repülés keretében a Saturn V első – S-IC jelű – és második – S-II jelű – fokozatát. A még el nem készült holdkompot egy lényegében ballaszt szerepét betöltő eszközzel, a Lunar Module Test Article névre hallgató, a holdkompot, csak tömegében utánzó eszközzel helyettesítették. A parancsnoki egységet a tesztelése során fellépő tűzeset után átfogó vizsgálatnak vetették alá, csakúgy, mint a CSM–012 testvérét, és végül 1407 hibát találtak. Ezeket a hibákat kijavították (lényegében a későbbi gyártmányokhoz a javítások tekintetében ez a példány szolgált élő tesztalanyként), és úgy engedték később repülni.
A startra 1967. november 9-én került sor a Kennedy Űrközpont 39. indítóállásából helyi idő szerint 7:00-kor (12:00 UTC), a sajtó számára immár Apollo–4 néven emelkedett magasba a rakéta (az Apollo–1 tűzesete után megváltoztatták a névadási szisztémát, az AS–204-et nevezve ki Apollo–1-nek, a két korábbi AS–201 és AS–203-at pedig Apollo–2-re és Apollo–3-ra, és innentől kezdve következtek a következő repülések sorrendben tovább, kezdve az Apollo–4-gyel). A rakéta startja különös szenzációként hatott a jelenlevőkre, az erőteljes hanghatás és a járulékos hatások, az épületek, ablakok mind megremegtek, szabályos lökéshullám söpört végig a jelenlevőkön, mint egy robbanáskor). A start sikeres volt, a különböző mért paraméterek a tűréshatáron belül voltak a rakétánál, és az űrhajó rendben Föld körüli pályára állt. A felszálláskori lendülettel az űrhajó közel körpályára állt a Föld körül. Ezt követően távirányítással ellipszispályává alakították a keringést, jelentős magasságnöveléssel, a pálya földtávolpontja 17 218 km magas lett. Végül 3 keringés után a Csendes-óceánba csobbant a Midway-szigetek mellett az űrhajó, sikerrel teljesítve a repülés céljait. A sikert követhette a B típusú repülés, a holdkomp próbája.

### Közvetlen előzmények

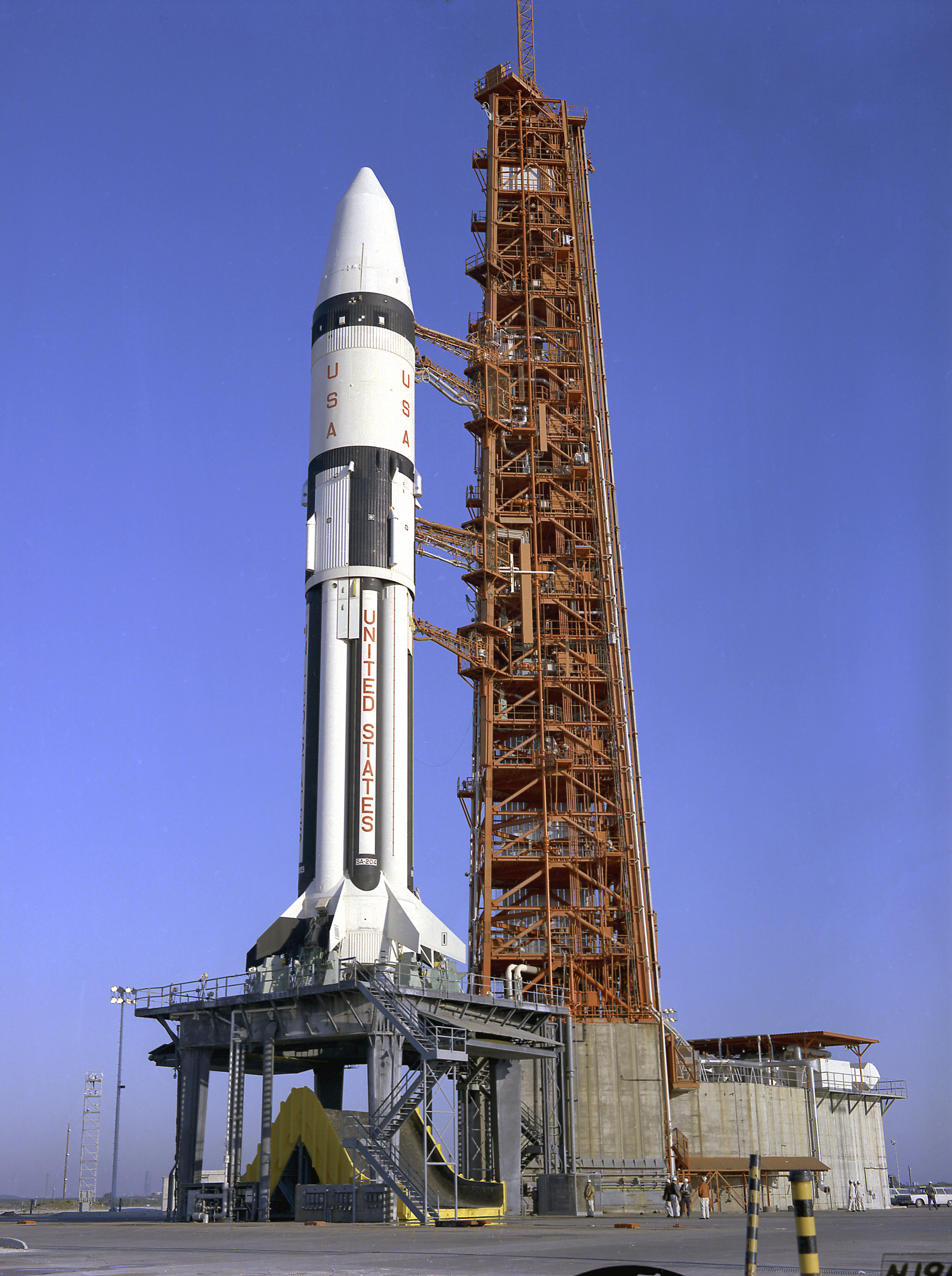
Az Apollo–5 a 37-es indítóállásban várja a startot

A repülésre való felkészülés során a legnagyobb fejtörést a holdkomp okozta. Az eredeti tervek szerint az LM–1 gyári számú holdkompnak 1966. november 16-án kellett volna megérkezni, ezzel szemben jó féléves késéssel, csak 1967. június 27-én érkezett meg Cape Canaveralre – három hónappal az eredetileg tervezett startdátum után –, és csak akkor kezdődhetett az átvétel és a repülésre való felkészülés. A hordozórakétával kevesebb ilyen gond volt, a mérnökök a balvégzetű Apollo–1 rakétáját, az SA–204-es Saturn IB-t választották ki, amely azóta állt Cape Kennedy-n, mióta leszerelték róla a a katasztrófát szenvedett CSM–012-t és a rakétát visszavonták a 34-es indítóállásból. Természetesen, amikor a rakétát ismét elővették a raktárból, különböző vizsgálatokon (korrózió, esetleges sérülések) esett át. Az összeszerelt, felkészített, átvizsgált rakétát 1967. április 12-én állították fel a 37-es indítóállásban. A holdkompban elhelyezték az érzékelőket, amelyek 25 mérési helyen mérték a paramétereket, hogy a későbbi legénység számára megfelelőek legyenek a körülmények repülés közben. Az összeépített, startra kész rakéta azonban merőben különbözött minden más későbbi Apollo repülés rakétájától. Mivel a hasznos teher egyedül a holdkomp volt, ráadásul emberek nélkül, az űrjármű egyetlen egyedi orrkúpot kapott, és mivel nem volt mentendő ember a fedélzeten baj esetén, a mentőrakéta tornyát elhagyták a tervezők az űrszerelvényről.
A holdkomp berepülésének fő céljai a következők voltak:
- a holdkomp leszálló hajtóműve megfelelő teljesítménnyel dolgozzon, és a tolóerő szabályozása, akár a hajtómű újraindítása problémamentes legyen
- egy leszállásmegszakítás esetén is megfelelően működjön a rendszer, ezért tesztelni szerették volna ezt a vészüzemmódot
- külön kiemelt cél volt, hogy a repülésmegszakítás során, amikor egyszerre kell lerobbantani a leszálló- és felszállófokozatot együtt tartó elemeket és a felszálló hajtóművet maximális teljesítményre kapcsolni, az problémamentesen, strukturális törések vagy más meghibásodások nélkül menjen (a tesztnek a mérnökök a „Robbantás!” nevet adták, mint amikor egy bányában dinamitrudat dugnak egy lyukba és a robbantás előtt elhangzik a figyelmeztetés)
- vizsgálni kellett a fokozatszétválasztás dinamikáját repülés közben és a stabilitást repülés vagy a vészhelyzeti üzemmód közben

A tesztek során jelölték meg a lehetséges startdátumot is, 1968. január 18. utánra. A felszállási előkészületeket kissé hátráltatta az üzemanyag feltöltési rendszer hibája, ami miatt csak január 19-én került sor egy startszimulációra, majd a 22 órás visszaszámlálás január 22-én indult.

## Repülés

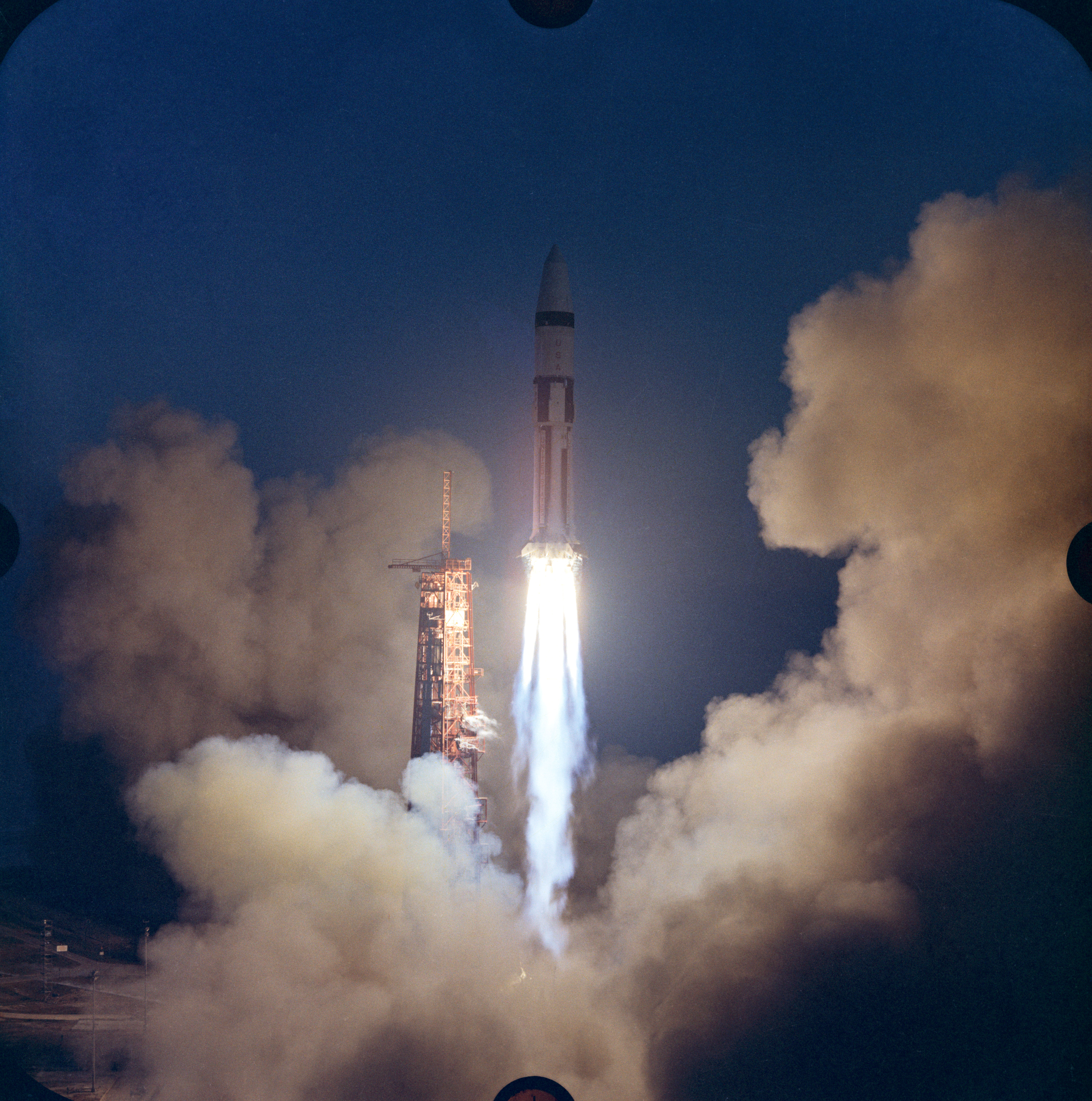
Az Apollo–5 startja

A repülés 1968. január 22-én délután 17:48-kor (22:48 UTC) vette kezdetét – rövid, az indítóberendezések problémája miatti csúszás után –, amikor a rakéta elindult a 37-es indítóállásból. A start folyamata tökéletes volt, a holdkomp problémamentesen pályára állt a repülés 10. percében. 45 perc múltán a holdkomp kinn volt a rakétán kialakított adapteréből és önállóan repült. Két keringés következett ezután, amikor az irányítás rendszerellenőrzéseket futtatott és teljes körűen meggyőződtek róla, hogy minden normálisan működik. Ezt követően kezdődött el az első teszt, a leszálló hajtómű 38 másodperces gyújtása. Négy másodperc után azonban az LM–1 vezérlőrendszere azt érzékelte, hogy a hajó nem megfelelő sebességgel repül, ezért automatikusan leállította a hajtóművet. A hiba még egy korábbi gyanúból származott, az indítás előtt nem sokkal az irányítás egy lyukat sejtett az üzemanyagrendszerben, ezért a hajtómű élesítését csak a rakétaindítás előtti utolsó percekben végezték el. Emiatt az üzemanyagtartályban megnövekedett az időszükséglet, amíg megfelelő üzemi nyomás alakult ki. Az irányítók nem kommunikálták ezt az űrhajó irányítórendszerének programozóival, ezért a szükséges érzékelő módosítások is elmaradtak, így a kellő pillanatban az irányítórendszer nem érzékelt kellő nyomást a rendszerben, amit hibának ítélt és leállította azt.
Az irányítók ekkor egy alternatív tervre tértek át, tekintettel hogy a manőver végén az űrhajó más pályán repült, mint tervezték. Ennek keretében manuálisan még kétszer indították el a leszálló hajtóművet, mindkétszer sikeresen. Ezután elvégezték legfontosabb – Robbantás! – tesztet, azaz egyszerre robbantották le a leszállófokozatot a felszállóról és indították be a felszálló hajtóművet. A teszt sikerrel járt, mind leválás, mind a hajtómű működése a vártaknak megfelelően zajlott (a holdkompot gyártó Grumman mérnökei készítettek is egy nem hivatalos küldetésjelvényt, amely éppen azt a pillanatot ábrázolja, amikor a leválasztás és a hajtóműindítás végbemegy mint a küldetés legfontosabb mozzanata).
Tizenegy óra és tíz perc repülést követően a teszt befejeződött, és a két elvált űrhajóegység távirányítását megszakították, innentől csak Newton törvényeinek engedelmeskedve sodródtak tovább a részegységek. A keringés meglehetősen alacsony pályán ment tovább, amelynek hatására a légköri fékeződés nagy volt és hamar lelassította a holdkomp egységeit. A felszállófokozat 1968. január 24-én tért vissza a légkörbe, és ott el is égett. A leszállófokozat egészen február 12-ig keringett tovább, és – robusztusabb lévén – darabjai túlélték a légköri fékeződést és Guam mellett csapódtak az óceánba.
A tapasztalt hiba ellenére a NASA sikeresnek minősítette a repülést és úgy tekintette, hogy az LM–1 bizonyította a holdkomp képességeit, ezért törölték is a teszt megismétlését az LM–2-vel, az LM–3-at pedig kijelölték az első emberekkel való kipróbálásra, amely az Apollo–9-en ment végbe később.

### Magyar oldalak
- Személyzet nélküli Apollo repülések[halott link]
- Haditechnika LIII.évf. 2019/1 34. oldal

### Külföldi oldalak
- Apollo–5 (NSSDC)